# أرخانغلسك

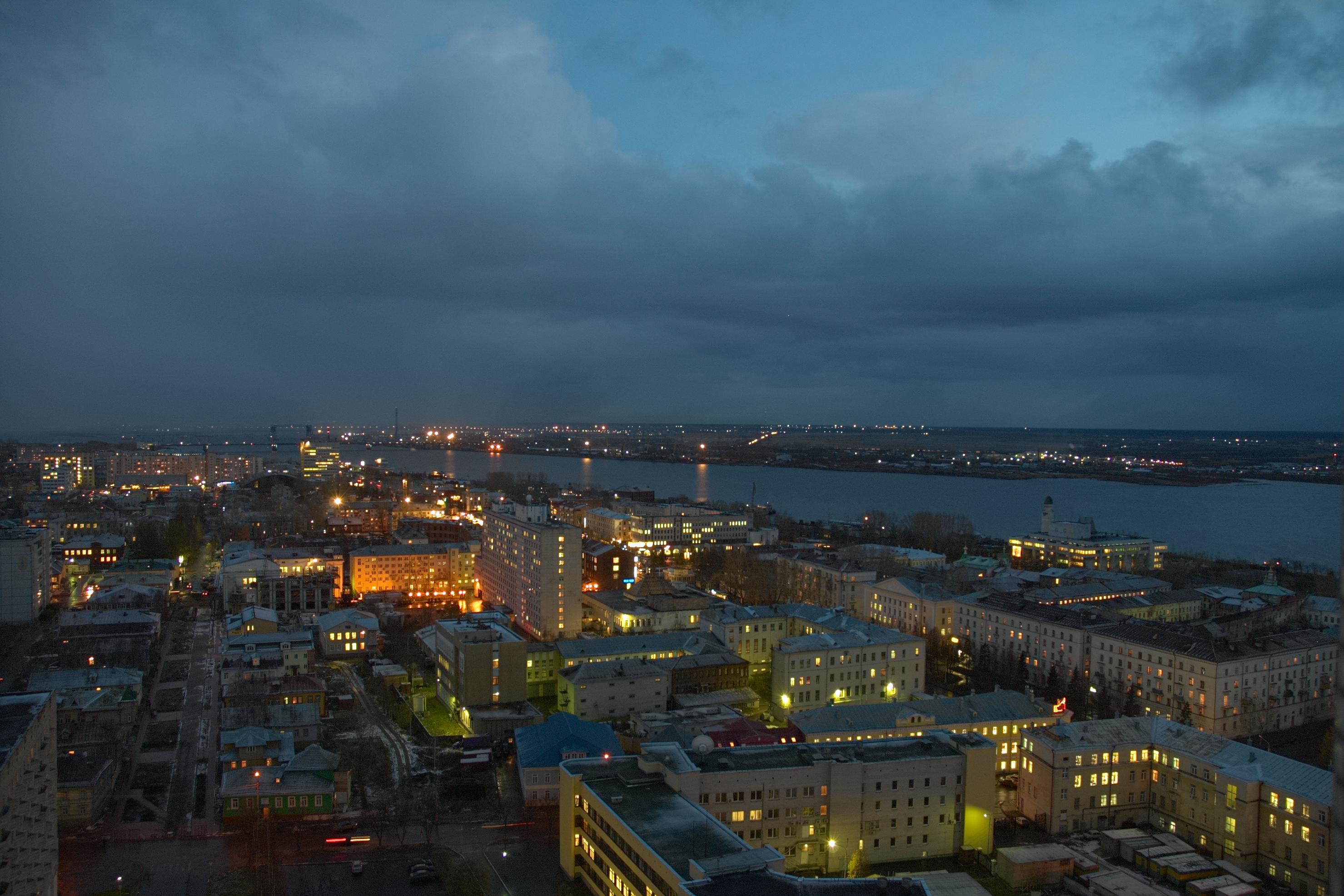
أرخانغيلسك

أرخانغيلسك (بالروسية: Архангельск) هي إحدى مدن روسيا في الكيان الفدرالي الروسي أرخانغيلسك أوبلاست، وهي ميناء على البحر الأبيض. بلغ عدد سكان أرخانغيلسك الـ 356,051 حسب إحصاء 2002.
اسست 1584 بامر من القيصر ايفان الرهيب. وتقع المدينة على ضفاف نهر دفينيا الشمالي موسكو.انشأت المدينة حول دير الملاك ميخائيل واحيطت بسور خشبي فيه ابراج للمراقبة ومداخل في اتجاهات الشمال والغرب والجنوب وتحولت إلى قلعة، وانشئ على الضفة الثانية للنهر والمقابلة للقلعة ميناء للسفن بعد ان تم تدعيم الجانب بدعائم خشبية. وبالإضافة إلى دير الملاك ميخائيل ومقر رئاسة المدينة ضمت القلعة أيضا رماة من موسكو وخلموغورسك. وبنيت بالقرب من الجوانب الخارجية للقلعة معامل إنجليزية وهولندية. وفي عام 1587 ابعدت إلى هنا قسرا 130 عائلة شكلت فيما بعد خولموغورسكي بوساد الذي أصبح عام 1613 يسمى رسميا مدينة ارخانغلسك.ومنذ ثمانينات القرن 16 أصبحت المدينة مركزا للتجارة الخارجية الروسية والتي كانت تورد إلى الخزينة 60 % من مجمل الوارد الكلي. لقد صاحب التطور التجاري تطور وتوسع المدينة، ففي عام 1684 تم بناء دارللضيافة من الحجر الأبيض والذي مازال جزء منه قائم إلى الآن. واستخدم سطح المبنى وبرجه الرئيسي لنشر المدافع أيام الحرب مع السويد. واستمر نمو وتوسع المدينة وازدهارها في عهد القيصر بطرس الأكبر الذي اهتم بالمدينة كثيرا باعتبارها الميناء الروسي الوحيد والمكان الأفضل لبناء اسطول روسيا البحري، لهذا السبب زارها القيصر ثلاثة مرات، كانت الأولى في صيف عام 1693، حيث بنيت له ولحاشيته على إحدى الجزر منازل من الخشب، مكث فيها مدة تزيد على الشهرين، تعرف خلالها على صناعة بناء السفن في روسيا. وفي خريف عام 1693 وضع حجر الاساس لبناء باخرة تجارية أطلق عليها اسم «القديس بولس» والتي انزلت إلى الماء خلال زيارته الثانية عام 1694 وقام بجولة بحرية إلى دير «سولوفيتسكي». ورافقه خلال زيارته الثالثة في ربيع عام 1702 ابنه الكسي وحاشية كبيرة، إضافة إلى 5 كتائب من الحرس.في عام 1762 الغت الامبراطورة يكتيرينا الثانية الحضر على التجارة الخارجية من ميناء ارخانغلسك، مع الاحتفاظ بالضرائب الجمركية العالية التي كانت مفروضة على التجارة الخارجية. ومع كل هذا لم تسترجع المدينة صفتها كميناء رئيسي لروسيا، بالرغم من انه في اثناء الحرب مع نابليون وما يسمى بالحصار القاري لبريطانيا اعوام 1807 – 1813 حصل في المدينة نمو اقتصادي جديد، كونها في هذه الفترة الميناء الوحيد في روسيا الذي من خلاله تصل البضائع الاجنبية إلى البلاد واصبحت توازي مدينة بطرسبورغ في الحقوق التجارية. وبقيت المدينة أحد المراكز الاساسية لبناء السفن. ففي عام 1826 تم بناء سفينة سميت «ازوف» مزودة ب 74 مدفع كما انشأ فيها أول اسطول حربي لروسيا.أصبحت المدينة في نهاية القرن 19 وبداية القرن 20 اضخم مركز للصناعات الخشبية وتصديرها لعموم روسيا، كما أصبحت النقطة الرئيسية التي تنطلق منها البعثات العلمية المتوجه نحو القطب الشمالي.
وفي عام 1915 ضم الاسطول التجاري للمدينة 13 سفينة كاسحة للجليد والتي شكلت نواة اسطول كاسحات الجليد فيما بعد. ومع إنشاء ميناء مورمانسك عام 1916 في خليج كولسك الذي نقلت اليه مصانع تعليب الاسماك وصيانة السفن، فقدت المدينة اهميتها كميناء. في عامي التدخل الاجنبي 1918 – 1919 احتلت المدينة من قبل القوات البريطانية والأمريكية والفرنسية وهي انذاك عاصمة للمقاطعة الشمالية. وفي عام 1920 حرر الجيش الأحمر المدينة وطرد القوات الاجنبية من المنطقة.وفي سنوات الحرب الوطنية العظمى كانت تصل إلى ارخانغلسك السفن المحملة بالبضائع والمعدات، ضمن اطار برنامج التأجير والاستئجار «ليند – ليز» الأمريكي (برنامج أمريكي تقوم الولايات المتحدة الأمريكية بموجبه بتقديم مساعدات بدون مقابل، تشمل العتاد والاليات والمواد الغذائية والخامات الاستراتيجية ومنها المشتقات النفطية).لقد اعيد بناء المدينة بعد الحرب الوطنية العظمى على ضوء التخطيط الذي اقر في عام 1950، مع الحفاظ على الاثار التاريخية للمدينة، لتبقى كمعالم اثرية، ومن هذه الاثار – دار الضيافة ومبنى الجمارك وابراج وسور السوق وكنيسة الثالوث وبيوت خشبية وتمثال ميخائيل لومونوسوف (1832) وتمثال بطرس الأكبر (1914) وتمتد لمسافة تزيد على 40 كم. وتقع ضمن حدود المدينة جزيرة سولومباك التي كانت في السابق مركزا حربيا وبحريا، وحاليا أحد الاحياء الصناعية والتي تحافظ على المباني الخشبية للقرن 18 ومبنى إدارة الاسطول وبعض من المباني الحجرية. وفي دلتا نهر دفينا الشمالي بضواحي المدينة حافظت بلدة كونيتسدفوريا (1769) على المنازل الخشبية وكنيسة الملاك ميخائيل. ويلعب الجسر الخرساني المعلق على نهر كوزنيتشيخا (1956) وجسر سكك الحديد (1964) التي تربط وسط المدينة بالاحياء الحديثة للمدينة المبنية على الضفة اليسرى للنهر وكذلك جسر السيارات دورا مهما في الحياة اليومية والاقتصادية للمدينة. وتوجد على بعد 25 كم إلى الجنوب من مركز المدينة قرى كاريلي الكبرى والصغرى القديمتين ومتحف ارخانغلسك للعمارة الخشبية الذي يحتوي على اثار من مختلف اطراف روسيا للفترة من القرن 16 إلى القرن 20 .
ومدينة ارخانغلسك اليوم مركز صناعي وعلمي ضخم في منطقة الشمال الغربي لروسيا الغنية بالثروات الطبيعية: الاخشاب والاسماك وفيها مكامن للماس والنفط والبوكسايد وتتمركز فيها المؤسسات الصناعية للاخشاب والسيليلوز والورق والصناعات الميكروبيولوجية وبناء الماكينات. وسجلت رسميا في المدينة 7700 مؤسسة صناعية منها 2200 مؤسسة ضخمة ومتوسطة.وتعتبر المدينة عاصمة ثقافية تاريخية لمناطق الساحل وموطن الثقافة والتقاليد وتاريخ الشمال. في المدينة اليوم أكثر من 200 مؤسسة تعليمية، منها جامعة ارخانغلسك التقنية الحكومية وجامعة الشمال الطبية الحكومية وفرع لاكاديمية ماكاروف للعلوم البحرية وغيرها، كما توجد في المدينة عدد من المكتبات العامة تحتوي على كتب ومطبوعات قديمة وحديثة. كما يوجد في المدينة عدد من المستشفيات والمستوصفات الحكومية، تقوم بتقديم خدمات طبية مجانية للمواطنين. وهناك أيضا عدد من المستشفيات الاهلية.ويوجد في المدينة أيضا عدد من المسارح اهمها مسرح لومونوسوف للدراما ومسرح الشباب ومسرح الدمى وغيرها. وفي المدينة عدد من المتاحف مثل متحف مقاطعة ارخانغلسك (1859) الذي يحتوي على وثائق تاريخية تعكس تاريخ المدينة والمنطقة ومتحف الفنون التشكيلية الذي يحتوي على نماذج لفن الايقونات الروسية للفترة من القرن 16 إلى القرن 18 ومتحف ارخانغلسك للاداب ومتحف الشمال الحكومي للبحار وغيرها من المتاحف. وفي المدينة مجموعة من المتنزهات القديمة والحديثة، إضافة إلى ذلك توجد في المدينة مجموعة من الكنائس والكاتدرائيات القديمة والحديثة.
http://arabic.rt.com/info/37476/%5Bوصلة+مكسورة%5D : روسيا اليوم